# كارول باكلي
كارول باكلي (بالإنجليزية: Carol Buckley)‏ هي كاتِبة أمريكية، ولدت في 18 مايو 1954 في أوكلاند في الولايات المتحدة.

## وصلات خارجية
- الموقع الرسمي